# Steef van Stiphout
Steef van Stiphout (Den Bosch, 31 oktober 1979) is een Nederlandse journalist en presentator. 
Van Stiphout groeide op in Schijndel. Na de middelbare school op het Elde College in Schijndel, studeerde hij in 2005 af aan de Fontys Hogeschool voor de Journalistiek in Tilburg. Hij werkte voor L1 en Omroep Brabant alvorens hij aan de slag ging als bureauredacteur en verslaggever bij Editie NL. Sinds 2015 is hij een van de vaste presentatoren. Hij presenteerde ook als invaller het RTL Ontbijtnieuws.   

## Privé
Van Stiphout woont nog steeds in Schijndel, samen met zijn vriendin en zijn twee kinderen.